# Сергачский уезд
Серга́чский уе́зд — административно-территориальная единица в составе Нижегородской губернии Российской империи и РСФСР, существовавшая в 1779—1929 годах. Уездный город — Сергач. В ряде дореволюционных источников, например в «РБСП», описывается как Сергачевский, Сергацкий  или Сергачёвский уезд.

## История
Сергачский уезд в составе Нижегородского наместничества был образован в 1779 году в ходе административной реформы Екатерины II (до этого земли входили в состав Арзамасского уезда, главным образом Шатковского стана). В 1796 году уезд был упразднён, но уже в 1802 году восстановлен в составе Нижегородской губернии.
В 1923 году в состав уезда вошла часть территории упразднённых Княгининского и Курмышского уездов.
14 января 1929 года Нижегородская губерния была упразднена, а Сергачский уезд вошел в состав Нижегородской области. 16 мая того же года Сергачский уезд был ликвидирован, а его территория вошла в состав вновь образованного Сергачского района .

## Административное деление
До конца XVIII века уезд (Сергачская округа) делился на станы.
В 1890 году в состав уезда входило 29 волостей:
| № п/п | Волость            | Волостное правление | Число селений | Население |
| ----- | ------------------ | ------------------- | ------------- | --------- |
| 1     | Александровская    | с. Александрово     | 6             | 3827      |
| 2     | Андинская          | д. Анда             | 1             | 1913      |
| 3     | Апраксинская       | с. Апраксино        | 11            | 7451      |
| 4     | Богородская        | с. Богородское      | 4             | 5480      |
| 5     | Больше-Андосовская | с. Большое Андосово | 8             | 7011      |
| 6     | Ветошкинская       | с. Ветошкино        | 6             | 3657      |
| 7     | Гагинская          | с. Гагино           | 4             | 3853      |
| 8     | Грибановская       | д. Грибаново        | 3             | 6525      |
| 9     | Еделёвская         | с. Лопатино         | 8             | 5494      |
| 10    | Ендовищенская      | д. Ендовищи         | 3             | 9041      |
| 11    | Зверевская         | с. Зверево          | 8             | 5688      |
| 12    | Ивковская          | с. Ивково           | 9             | 4284      |
| 13    | Итмановская        | с. Итманово         | 5             | 7154      |
| 14    | Кечасовская        | с. Кечасово         | 5             | 5683      |
| 15    | Китовская          | с. Китово           | 10            | 7484      |
| 16    | Ключевская         | г. Сергач           | 4             | 10671     |
| 17    | Пожарская          | с. Пожарки          | 1             | 2127      |
| 18    | Покровская         | с. Покров           | 9             | 6027      |
| 19    | Семёновская        | д. Семёновская      | 4             | 7944      |
| 20    | Старо-Ахматовская  | с. Алексеевка       | 10            | 6381      |
| 21    | Старо-Березовская  | с. Старая Берёзовка | 3             | 4579      |
| 22    | Тархановская       | с. Тарханово        | 5             | 4031      |
| 23    | Толбинская         | с. Толба            | 3             | 3193      |
| 24    | Уразовская         | д. Уразовка         | 7             | 7586      |
| 25    | Черновская         | с. Черновское       | 11            | 4470      |
| 26    | Чукальская         | с. Чукалы           | 8             | 4818      |
| 27    | Шараповская        | с. Шарапово         | 6             | 5449      |
| 28    | Юрьевская          | с. Юрьево           | 12            | 7452      |
| 29    | Яновская           | с. Яново            | 3             | 3347      |

В 1913 году в уезде также было 29 волостей.
В 1926 году в уезде было 14 волостей:
- Бутурлинская,
- Гагинская,
- Крутецкая,
- Курмышская,
- Лопатинская,
- Мангушевская,
- Петряксинская,
- Пильненская,
- Сергачская,
- Сосновская,
- Теплостанская,
- Уразовская,
- Черновская,
- Языковская.

## Население
По данным переписи 1897 года в уезде проживало 159 117 чел. В том числе русские — 73,8 %; татары — 17,1 %; мордва — 8,9 %. В уездном городе Сергаче проживало 4530 человек.
По итогам всесоюзной переписи населения 1926 года население уезда составило 410 134 человек, из них городское — 5758 человек.

## Видные уроженцы
- Юдин, Павел Фёдорович